# Halictus expertus
Halictus expertus är en biart som beskrevs av Cockerell 1916. Halictus expertus ingår i släktet bandbin, och familjen vägbin. Inga underarter finns listade i Catalogue of Life.